# Web 2.0
Los términos web 2.0 y web social aluden a aquellos sitios web que facilitan compartir información, la interoperabilidad, el diseño centrado en el usuario y la colaboración en la World Wide Web. Permiten a los usuarios interactuar y colaborar entre sí, como creadores de contenido. La red social de este tipo ya no es entonces un simple contenedor o fuente de información, y se convierte en una plataforma de trabajo colaborativo. Ejemplos son las comunidades web, los servicios web, las aplicaciones web, los servicios de red social, los servicios de alojamiento de videos, las wikis, los blogs, las mashups y las folcsonomías.
El término fue inventado por Darcy DiNucci en 1999 y luego popularizado por Tim O'Reilly y Dale Dougherty, en una conferencia sobre la web 2.0 de O'Reilly Media en 2004. Aunque el término sugiere una nueva versión de la World Wide Web, no se refiere a una actualización de las especificaciones técnicas de la web, sino más bien a cambios acumulativos en la forma en la que los desarrolladores de software y los usuarios finales utilizan la web. El término surgió para referirse a nuevos sitios web que se diferenciaban de los sitios web más tradicionales englobados bajo la denominación web 1.0. La característica diferencial es la participación colaborativa de los usuarios.

## Concepto

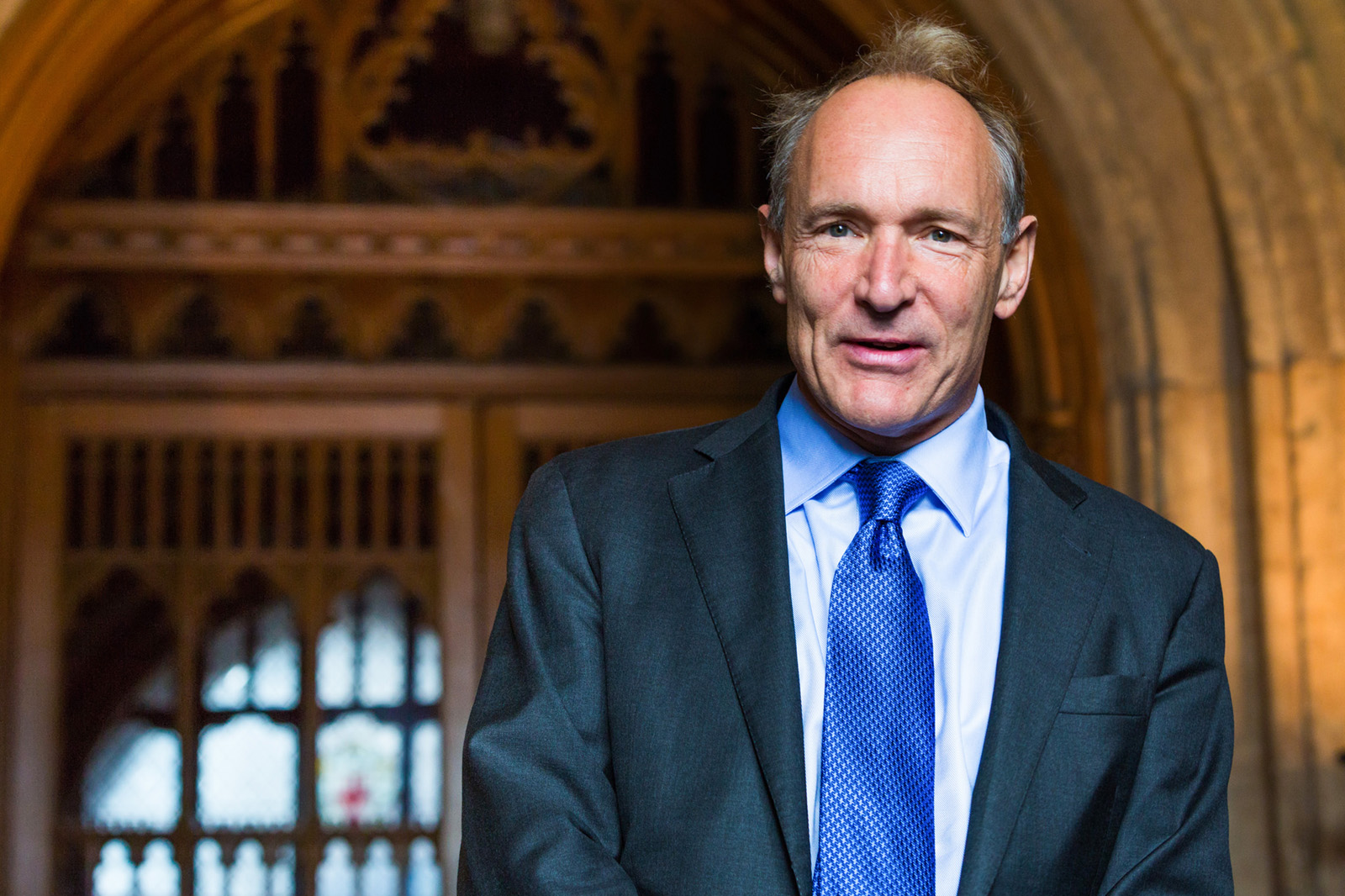
Tim Berners-Lee, inventor de la World Wide Web.

Web 2.0 es el fenómeno social surgido a partir del desarrollo de diversas aplicaciones de Internet y establece una distinción entre la primera época de la Web (donde el usuario era básicamente un sujeto pasivo que recibía la información o la publicaba, sin que existieran demasiadas posibilidades para que se generara la interacción) y la revolución que supuso el auge de los blogs, las redes sociales y otras herramientas relacionadas. Como bien resume Mark Briggs “La Web 2.0 se trata de apertura, organización y comunidad”.
Según Tim O’Reilly (2005), Web 2.0 es la red como plataforma, extendiéndose a todos los dispositivos conectados: las aplicaciones Web 2.0 son aquellas que utilizan lo mejor de las ventajas intrínsecas de dicha plataforma: distribuyendo software como un servicio constantemente actualizado que es mejor cuanto más gente lo utiliza, consumiendo y remezclando datos de múltiples fuentes incluyendo usuarios individuales, mientras proporcionan sus propios datos y servicios de manera que permiten a otros remezclarlos, creando efectos de red a través de una “arquitectura de participación".
La Web 2.0, más que una tecnología es una actitud de los usuarios, tanto productores como consumidores, frente a la circulación, manejo y jerarquización de la información. Esta democratización de la producción y acceso a la información en diversos formatos e idiomas hace de la Web 2.0 un punto de encuentro para los ciudadanos del mundo.
Denominada también "web social", brinda diversas tecnologías de participación. Ofrece la posibilidad de realizar trabajos colaborativos entre varios usuarios o colaboradores. Los usuarios dejan de ser usuarios pasivos para convertirse en usuarios activos que participan y contribuyen en el contenido de la red siendo capaces de crear, dar soporte y formar parte de sociedades y comunidades tanto a nivel local como global; que se informan, comunican y generan conocimiento y contenido. Estas herramientas llevadas al ámbito educativo, colaboran para mejorar la participación de los estudiantes. También benefician el trabajo en las bibliotecas.
Tim Berners-Lee (es generalmente el autor más leído y citado) y Robert Cailliau inventaron la web alrededor de 1990. Durante las dos últimas décadas ha evolucionado extraordinaria y asombrosamente, apareciendo en 2004 el concepto de Web 2.0 fruto de esta evolución de la tecnología.
Antes de la llegada de las tecnologías de la Web 2.0 se utilizaban páginas estáticas programadas en HTML (Hyper Text Markup Language) que no eran actualizadas frecuentemente. El éxito de las .com dependía de webs más dinámicas (a veces llamadas Web 1.5) donde los sistemas de gestión de contenidos servían páginas HTML dinámicas creadas al vuelo desde una base de datos actualizada. En ambos sentidos, el conseguir hits (visitas) y la estética visual eran considerados como factores.
Los teóricos de la aproximación a la Web 2.0 piensan que el uso de la web está orientada a la interacción y redes sociales, que pueden servir contenido que explota los efectos de las redes, creando o no webs interactivas y visuales. Es decir, los sitios Web 2.0 actúan más como puntos de encuentro o webs dependientes de usuarios, que como webs tradicionales.

### Origen del término
El término fue utilizado por primera vez por Darcy DiNucci en 1999, en su artículo "Fragmented future", aunque no fue hasta 2004 cuando Tim O'Reilly lo hizo popular. El término acuñado por Darcy DiNucci fue popularizado más tarde por Dale Dougherty de O'Reilly Media en una tormenta de ideas con Craig Cline de MediaLive para desarrollar ideas para una conferencia. Dougherty sugirió que la web estaba en un renacimiento, con reglas que cambiaban y modelos de negocio que evolucionaban.
Dougherty puso ejemplos —«DoubleClick era la Web 1.0; AdSense es la Web 2.0. Ofoto es Web 1.0; Flickr es Web 2.0.» —en vez de definiciones, y reclutó a John Battelle para dar una perspectiva empresarial. O'Reilly Media, Battelle, y MediaLive lanzaron su primera conferencia sobre la Web 2.0 en octubre de 2004. La segunda conferencia se celebró en octubre de 2005.
En 2005, Tim O'Reilly definió el concepto de Web 2.0. Un mapa mental elaborado por Markus Angermeier resume la relación del término Web 2.0 con otros conceptos. En la conferencia, O'Reilly, Battelle y Edouard resumieron los principios claves que creen que caracterizan a las aplicaciones web 2.0: la comunidad como plataforma; efectos de red conducidos por una "arquitectura de participación" innovación y desarrolladores independientes; pequeños modelos de negocio capaces de difundir servicios y contenidos; el perpetuo beta; software por encima de un solo aparato.
En general, cuando mencionamos el término Web 2.0 nos referimos a una serie de aplicaciones y páginas de Internet que utilizan la inteligencia colectiva (concepto de software social) para proporcionar servicios interactivos en red.

## Características

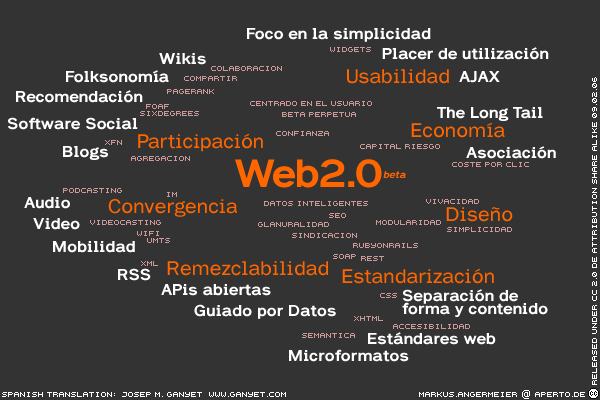
Nube de etiquetas de conceptos de la web 2.0

El sitio web 2.0, en lugar de limitarse a ofrecer al usuario la posibilidad de leer sus contenidos, le invita a contribuir, por ejemplo, comentando los contenidos o creando una cuenta o un perfil en el sitio, que a su vez puede inducir una participación aún mayor. Al hacer más hincapié en estas prestaciones, por otra parte ya existentes, alientan a los usuarios a recurrir más a su navegador web para emplear funcionalidades de interfaz de usuario, software de aplicación (apps) y almacenamiento de archivos, en lo que O'Reilly denominó la computación de «red como plataforma» (network as platform).
Algunas de las principales características de la web 2.0 son los servicios de redes sociales, las plataformas de autopublicación (por ejemplo, las herramientas de WordPress de creación de blogs y sitios web), las etiquetas (funcionalidad que permite añadir metadatos a páginas web o contenidos multimedia), el botón «me gusta» y la calificación de contenidos (que permite al usuario expresar su opinión sobre el contenido) y los marcadores sociales.
Los usuarios pueden proporcionar los datos y ejercer cierto control sobre lo que comparten en un sitio web 2.0 Estos sitios pueden disponer de una «arquitectura de participación» que anima a los usuarios a añadir valor a la aplicación a medida que la utilizan, por ejemplo, comentando un artículo en un sitio web de noticias, subiendo una fotografía relevante a un sitio de viajes o añadiendo un enlace a un contenido relevante en una discusión.

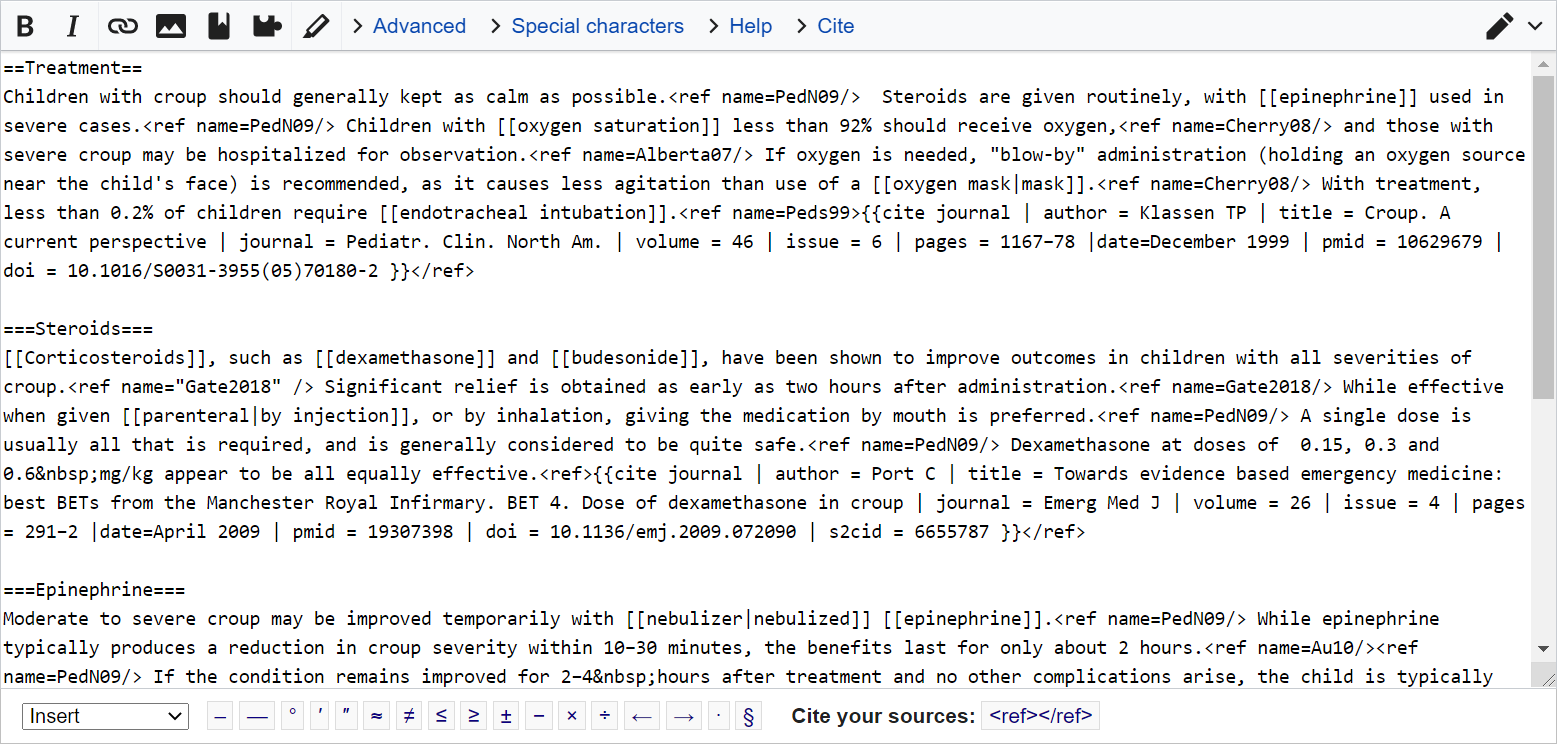
Interfaz de caja de edición a través de la que cualquier usuario puede editar un artículo de Wikipedia.

La web 2.0 ofrece a casi todos los usuarios la misma libertad para colaborar. Si bien esto abre la posibilidad de un debate o colaboración serios y cordiales, también aumenta la incidencia de spam y troles, y puede hasta crear un lugar propicio para el discurso de odio, el cyberbullying o la difamación. La imposibilidad de impedir que los usuarios que no contribuyen a la provisión de bienes (es decir, a la creación de un sitio web generado por los usuarios) participen de los beneficios (de usar el sitio) da lugar a la posibilidad de que otros usuarios que sí se implican prefieran retener su contribución de esfuerzo y aprovecharse de las contribuciones de los demás. Los administradores de estos sitios web aspiran a sobrellevar este riesgo mediante lo que se ha denominado como «confianza radical» (radical trust). De acuerdo con Best, las características de la web 2.0 son la rica experiencia de usuario, la participación del usuario, el contenido dinámico, los metadatos, los estándares web y la escalabilidad. Otras características, como el carácter abierto, la libertad y la inteligencia colectiva mediante la participación del usuario también pueden considerarse como atributos esenciales de la web 2.0. Algunos sitios web incluso requieren que los usuarios aporten contenido propio para poder tener acceso, con el fin de desincentivar el problema del polizón.

## Usos
La Web 2.0 se caracteriza principalmente por la participación del usuario como contribuidor activo y no solo como espectador de los contenidos de la Web (usuario pasivo). Esto queda reflejado en aspectos como:
- El auge de los blogs.
- El auge de las redes sociales.
- Las webs creadas por los usuarios, usando plataformas de auto-edición.
- El contenido agregado por los usuarios como valor clave de la Web.
- El etiquetado colectivo (folcsonomía, marcadores sociales...).
- La importancia de la larga cola.
- El beta perpetuo: la Web 2.0 se inventa permanentemente.
- Aplicaciones web dinámicas.
- La World Wide Web como plataforma.[22]

Adicionalmente a las aplicaciones, por la forma en que se utilizan en la Web 2.0, el usuario ya no depende de que el software que ocupa regularmente o la información con la que trabaja habitualmente, estén instalados en su computadora; en vez de eso, aprovecha el almacenamiento en la nube para acceder a los datos y aplicaciones personales a través de sitios que lo identifican de forma única por medio de un usuario y una contraseña.
Con esta característica, utilizando herramientas Web 2.0 el usuario no depende de un único equipo de cómputo ni de una ubicación geográfica, ya que puede tener acceso a toda su información desde cualquier equipo en cualquier parte del mundo donde tenga conexión a Internet.
Las herramientas 2.0 (herramientas colaborativas y sociales) suponen un avance tecnológico importante ya que podemos:
- Crear entornos lúdicos multimedia y reproducirlos en grupos.
- Crear sistemas de puntuación de actividades y logros de objetivos.
- Crear un sistema de competencia que estimule la adquisición de conocimientos.
- Crear sistemas colaborativos para alcanzar logros comunes que a su vez sean puntuados.
- Crear sistemas de refuerzo positivos entre los componentes del grupo cuando uno de ellos alcanza un logro.

## Servicios asociados
Para compartir en la Web 2.0 se utilizan una serie de herramientas, entre las que se pueden destacar:

### Blogs
Un blog es un espacio web personal cuyo autor (puede haber varios autores autorizados) puede escribir cronológicamente artículos, noticias (con imágenes, vídeos y enlaces), pero además es un espacio colaborativo donde los lectores también pueden escribir sus comentarios a cada uno de los artículos (entradas/post) que ha realizado el autor. La blogosfera es el conjunto de blogs que hay en Internet. Como servicio para la creación de blogs destacan Wordpress.com y Blogger.com.

### Wikis
Una wiki (del hawaiano wiki, rápido) es un espacio web colaborativo, organizado mediante una estructura hipertextual de páginas (referenciadas en un menú lateral), donde varias personas elaboran contenidos de manera asíncrona. Basta pulsar el botón "editar" para acceder a los contenidos y modificarlos. Suelen mantener un archivo histórico de las versiones anteriores y facilitan la realización de copias de seguridad de los contenidos. Hay diversos servidores de wikis gratuitos.

### Redes sociales
Un servicio de red social (o simplemente red social) es un sitio web donde cada usuario tiene una página donde pública contenidos y se comunica con otros usuarios. Ejemplos: Facebook, Twitter, Hi5, Myspace, Instagram, entre otras. También existen redes sociales profesionales, dirigidas a establecer contactos dentro del mundo empresarial (LinkedIn, Xing...).

### Entornos para compartir recursos
Entornos que permiten al usuario almacenar recursos o contenidos en Internet, compartirlos y visualizarlos a su antojo. Existen de diversos tipos, según el contenido que albergan o el uso que se les da:
- Documentos: Google Drive y Office Web Apps (OneDrive);
- Videos: YouTube, Vimeo, Dailymotion, Dalealplay;
- Fotos: Picasa, Flickr, Instagram;
- Agregadores de noticias: Digg, Reddit, Menéame... Noticias de cualquier medio son agregadas y votadas por los usuarios.
- Almacenamiento de archivos: Dropbox, Google Drive, OneDrive.
- Presentaciones: Prezi, Slideshare, Emaze.
- Plataformas educativas: Moodle, Google Classroom, Edmodo. Sistemas de administración de aprendizaje (LMS, por sus siglas en inglés) que permiten gestionar aulas y cursos en línea.

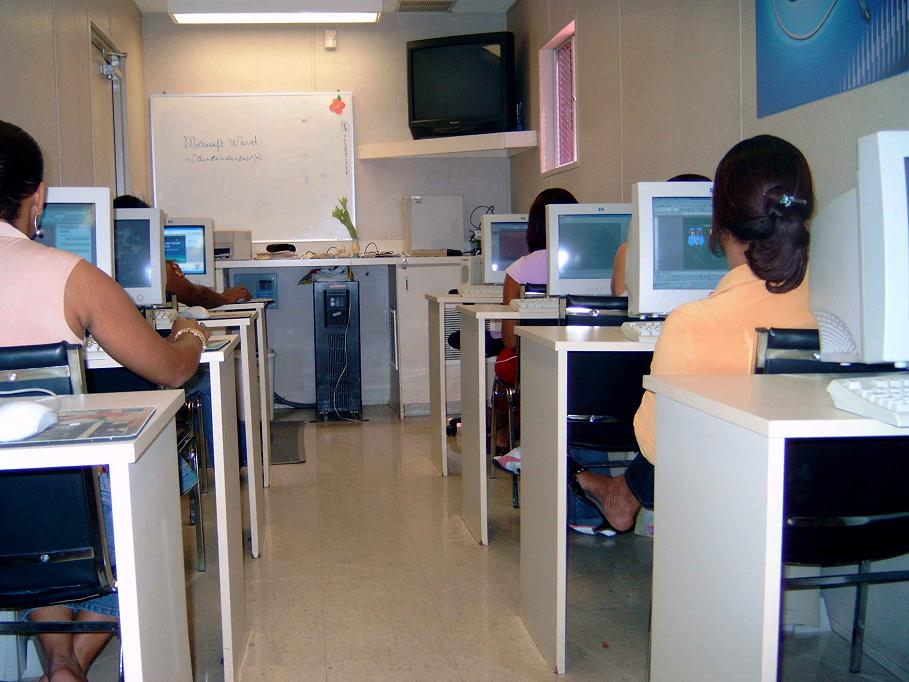
TICs y educación

## Tecnología de la web 2.0
En pocas palabras, una web está construida con una tecnología de la Web 2.0 si posee las siguientes características:
- Técnicas:

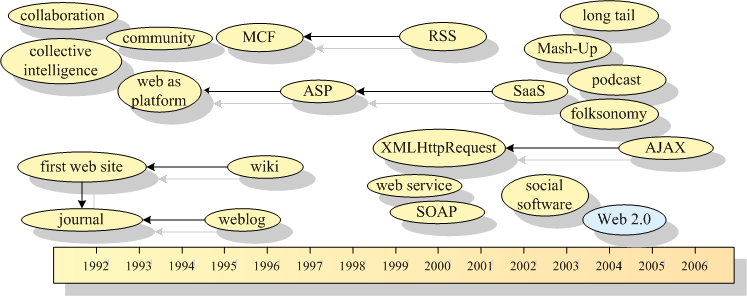
Diagrama cronológico de términos utilizados en la web.

  - CSS, marcado XHTML válido semánticamente y microformatos.
  - Técnicas de aplicaciones ricas no intrusivas (como AJAX).
  - Redifusión/Agregación de datos en RSS/ATOM.
  - URLs sencillas con significado semántico.
  - Soporte para postear en un blog.
  - JCC y APIs REST o XML.
  - JSON.
  - Algunos aspectos de redes sociales.
  - Mashup (aplicación web híbrida).

- General:
  - El sitio debe estar listo para la entrada de cualquier persona.
  - El sitio no debe actuar como un "jardín sin cosechar inminentemente": la información debe poderse introducir y extraer fácilmente.
  - Los usuarios deberían controlar su propia información.
  - Basada exclusivamente en la Web: los sitios Web 2.0 con más éxito pueden ser utilizados enteramente desde un navegador.
  - La existencia de enlaces es requisito imprescindible.

### Software de servidor
La redifusión solo se diferencia nominalmente de los métodos de publicación de la gestión dinámica de contenido, pero los servicios Web requieren normalmente un soporte de bases de datos y flujo de trabajo mucho más robusto y llegan a parecerse mucho a la funcionalidad de Internet tradicional de un servidor de aplicaciones.
El enfoque empleado hasta ahora por los fabricantes suele ser bien un enfoque de servidor universal, el cual agrupa la mayor parte de la funcionalidad necesaria en una única plataforma de servidor, o bien un enfoque plugin de servidor Web con herramientas de publicación tradicionales mejoradas con interfaces API y otras herramientas. Independientemente del enfoque elegido, no se espera que el camino evolutivo hacia la Web 2.0 se vea alterado de forma importante por estas opciones.

## Relaciones con otros conceptos

### Web 1.0
Principalmente trata lo que es el estado estático, es decir los datos que se encuentran en esta no pueden cambiar, se encuentran fijos, no varían, no se actualizan. Esta manera de la Web 1.0 era un problema cuando la información era renovada o pasaban cosas que hicieran que cambiaran los datos.
| Web 1.0                          | Web 2.0                 |
| -------------------------------- | ----------------------- |
| DoubleClick                      | AdSense                 |
| Ofoto                            | Flickr                  |
| Terratv                          | YouTube                 |
| Akamai                           | BitTorrent              |
| Napster                          | Mp3.com                 |
| Enciclopedia Británica           | Wikipedia               |
| webs personales                  | blogging                |
| Páginas vistas                   | coste por clic          |
| screen scraping                  | servicios web           |
| Publicación                      | participación           |
| Sistema de gestión de contenidos | wiki                    |
| hotmail                          | Gmail AOL               |
| directorios (taxonomía)          | etiquetas (folcsonomía) |
| Stickiness                       | redifusión              |

### Web 3.0 o Web semántica
En ocasiones se ha relacionado el término Web 3.0 o con el de Web semántica. La combinación de sistemas de redes sociales como Facebook, Twitter, FOAF y XFN, con el desarrollo de etiquetas (o tags), que en su uso social derivan en folcsonomías, así como el plasmado de todas estas tendencias a través de blogs y wikis, confieren a la Web 2.0 un aire semántico sin serlo realmente. Sin embargo, en el sentido más estricto para hablar de Web semántica, se requiere el uso de estándares de metadatos como Dublin Core y en su forma más elaborada de ontologías y no de folcsonomías. De momento, el uso de ontologías como mecanismo para estructurar la información en los programas de blogs es anecdótico y solo se aprecia de manera incipiente en algunos wiki.
Por tanto podemos identificar la Web semántica como una forma de Web 3.0. La Web semántica, sin embargo, está orientada hacia el protagonismo de procesadores de información que entiendan de lógica descriptiva en diversos lenguajes más elaborados de metadatos como SPARQL, POWDER u OWL que permiten describir los contenidos y la información presente en la web, concebida para que las máquinas "entiendan" a las personas y procesen de una forma eficiente la avalancha de información publicada en la Web.
PLE
Desde una perspectiva tecnológica, un Entorno Personal de Aprendizaje o PLE (Personal Learning Environment, en inglés) es definido como un conjunto de herramientas, servicios, recursos, fuentes de información y aplicaciones de la Web 2.0 utilizado para organizar/gestionar el proceso de aprendizaje personal. Mediante el diseño y uso de PLEs, las personas integran herramientas tecnológicas, las aplicaciones y servicios de la Web 2.0.